# Toano
Toano ist eine italienische Gemeinde (comune) mit 4173 Einwohnern (Stand 31. Dezember 2023) in der Provinz Reggio Emilia in der Emilia-Romagna. Die Gemeinde liegt etwa 35,5 Kilometer südsüdwestlich von Reggio nell’Emilia im Apennin zwischen den Flüssen Dolo und Secchia.

## Verkehr
Am östlichen Rand der Gemeinde führt die frühere Strada Statale 486 di Montefiorino (heute eine Provinzstraße) von Modena zum Passo del Radici.

## Geschichte
907 richtete Berengar I. in einer Urkunde aus Pavia den Hof von Toana ein.